# اما توماس
دِیم اما توماس نولان، لیدی نولان DBE (انگلیسی: Dame Emma Thomas, Lady Nolan؛ زادهٔ ۹ دسامبر ۱۹۷۱) تهیه‌کننده فیلم بریتانیایی است. او تهیه‌کنندگی همهٔ فیلم‌های بلند کارگردانی‌شده به‌دست همسرش کریستوفر نولان را به عهده داشته است. این فیلم‌ها بیش از شش میلیارد دلار در جهان فروش داشته‌اند و برخی از برترین فیلم‌های زمان خودشان دانسته می‌شوند.
توماس دریافت‌کنندهٔ افتخارات گوناگونی بوده و نخستین زن بریتانیایی است که جایزه اسکار بهترین فیلم را برنده شد. او این جایزه را برای فیلم مهیج زندگی‌نامه‌ای اوپنهایمر (۲۰۲۳) دریافت کرد. او در سال ۲۰۲۴ بابت خدماتش در سینما مقام بانوی فرمانده والامقام امپراتوری بریتانیا را به‌دست آورد.

## زندگی شخصی
هنگامی که نولان ۱۹ ساله بود، توماس را در کالج دانشگاهی لندن ملاقات و در ۱۹۹۷ با او ازدواج کرد. توماس از سال ۱۹۹۷ به‌عنوان تهیه‌کننده در تمام فیلم‌های او کار کرده است. این دو چهار فرزند دارند و در لس آنجلس ساکن هستند.

## فیلم‌شناسی
- تعقیب (۱۹۹۸)
- یادگاری (۲۰۰۰)
- بی‌خوابی (۲۰۰۲)
- بتمن آغاز می‌کند (۲۰۰۵)
- پرستیژ (۲۰۰۶)
- شوالیه تاریکی (۲۰۰۸)
- تلقین (۲۰۱۰)
- شوالیه تاریکی برمی‌خیزد (۲۰۱۲)
- میان‌ستاره‌ای (۲۰۱۴)
- دانکرک (۲۰۱۷)
- تنت (۲۰۲۰)
- اوپنهایمر (۲۰۲۳)
- ادیسه (۲۰۲۶)